# Стефан Драгутин
Стефан Драгутин Немањић (око 1252. — 12. март 1316), био је краљ Србије од 1276. до 1282. године, а потом је од 1282. до 1316. године био владар северне српске и државе која је поред тадашњег оностраног Срема (Београд са Мачвом) обухватала и области Кучева и Браничева на истоку, као и области Соли и Усоре на западу.
Био је најстарији син српског краља Стефана Уроша I и краљице Јелене, од рода фрушког. Имао је два сина, Владислава (сремског краља) и Урошица (касније монах Стефан) и кћерке Јелисавету (удату за Стефана I Котроманића) и Урсулу (или Урсу), удату за Павла Шубића. При крају живота се закалуђерио; познат као Преподобни Теоктист.

## Детињство и младост
Прецизна година рођења Драгутина Немањића није позната. Драгутин је био најстарији син краља Уроша I и краљице Јелене. Још на рођењу је одређен да свога оца наследи на престолу те му је због тога и пружано васпитање какво је одговарало његовом положају. Данило пише да је Драгутин био дубоко религиозан. Урош I оженио је сина Драгутина угарском принцезом Каталином, ћерком Стефана V најраније 1268. године. Склапању брака претходио је рат између Уроша и Угара.
Краљ Урош I је Угарима крајем 1267. или почетком 1268. године отргао Мачванску бановину којом је управљао краљев унук Бела. Угарски краљ послао је помоћ. Тада је Урош I поражен у бици, заробљен 1268. године и присиљен на склапање мира који је учвршћен поменутим браком. Драгутин се у угарској повељи из 1271. године помиње као млади краљ, али је након женидбе живео на очевом двору и није на управу добио посебну област.
Краљ Урош I је настојао успоставити што веће јединство државе и није био вољан да испуни захтев младог краља да добије област на управу. Данило пише како Урош I није хтео своме сину оделити део своје државе због чега је Драгутин заратио против оца. Помоћ је добио од Угарске. Урош I је сакупио војску да се суочи са сином, а на његовој страни био је Архиепископ Јоаникије, који је због пораза Уроша напустио свој положај. Није извесно кога су подржавали краљица Јелена и Милутин. Пре коначног избијања сукоба, Драгутин је, према речима архиепископа Данила, још једном покушао да убеди оца да му додели комад земље. Урош I није пристајао на компромис. Надмоћнија Драгутинова војска нанела му је средином 1276. године пораз у бици на Гатачком пољу након чега је Урош почетком јесени исте године приморан на абдикацију. Поражени Урош се замонашио узимајући име Симон, а убрзо је и умро у Захумљу.
Знатно другачије догодило се са краљицом Јеленом она је од новог краља Стефана Драгутина добила део земље на управу. Од тада је господарила Зетом (или бар њеним великим деловима), Требињем и крајевима око Плава и Горњег Ибра. Није јасно да ли је то била награда за подршку побуњеном сину, или уступак да би му опростила збацивање Уроша I и измирила се са њим. Вероватно је и Милутин добио део земље на управу.

## Владавина
Драгутин је владао Србијом од 1276. до 1282. године. На почетку владавине је успоставио добре односе са Дубровачком републиком обновивши њене трговачке повластице. Издао јој је „повељу о трговини“ која је веома значајна због тога што се у њој први пут спомињу властеличићи. Драгутин је наставио Урошеву политику ступајући у савез са Карлом Анжујским против Византије. Међутим, краљ се није истакао у борби са Византијом. У рату се истакао византијски пребег Котаница. Котаница је био противник византијског цара Михаила VIII. Учествовао је у српском продору до Сера пљачкајући византијске покрајине. Бугарску су у то доба раздирале династичке борбе и грађански ратови те је са те стране Драгутин био миран.
Савремени извори као узрок Драгутинове абдикације узимају пад са коња под Јелечом. Међутим, то је био само повод за смену на престолу. Вероватно је основни разлог за то било нестрпљење српске властеле да освоји нове земљопоседе и стекне плен у рату. Стефан Драгутин је искористио привредно јачање Србије које је започето брзим развојем рударства у време његовог оца Стефана Уроша I и створио је значајну војску. Пред крај владавине Стефан Драгутин је почео освајачки рат против Византије. Српска војска је продрла до града Сера, вероватно током 1281. године.
Почетком следеће 1282. године српска властела је очекивала наставак рата и освајања, али архиепископ Данило описује да је краљ Стефан Драгутин пао са коња, доживео тежак прелом ноге, а то је изазвало пометњу у Србији. То се односи на незадовољство властеле која је желела офанзивну политику. Податке о паду забележио је и анонимни монах из 1308. године, а и Георгије Пахимер. У атмосфери пуној незадовољства, Драгутин је Милутину на сабору у Дежеву предао симболе краљевског достојанства: злато, царске хаљине, свога коња и оружје. Иако сабор у Дежеву представља значајан догађај у историји средњовековне Србије, познате су нам само основне одредбе његових одлука. Данило, наклоњен Милутину, пише да је он примио власт доживотно. Исто бележи и Пахимер. Анонимни католик бележи две верзије. Према првој верзији, Драгутин је предао брату краљевство без икаквих ограничења. Према другој, предао му је престо док не оздрави, а ако умре, Милутин је требало да га задржи. Обе верзије су нетачне.
Одредбе Дежевског споразума биле су следеће: Драгутин се због болести повукао са престола предајући га своме брату. Милутин је требало доживотно остати на престолу које би потом наследио један од Драгутинових синова, вероватно Владислав. Могуће да је клаузулом Драгутиновим синовима остављена посебна област на управу.
Драгутин је изгледа за себе задржао простране територије од Рудника до Требиња. Тамо се са породицом и делом властеле повукао 1282. године. Од Дежевског сабора па до прикључења Мачванске бановине његовог држави протекло је барем две године. Драгутин је од своје таште, угарске краљице Јелисавете, добио Мачву са Београдом и крајеве у североисточној Босни (Усора и Соли). Својој мајци је Драгутин тада уступио Требиње док је гатачки и билећки крај посео Милутин. Мачва се у 13. веку називала и Сремском земљом. Под Сремом се тада подразумевала област између Саве и Дрине, тј. данашња Мачва и Колубара. Иако Угари нису више користили назив „Онострани Срем“ код Срба се још увек користио стари назив те је стога у домаћим изворима Драгутин познат и као „сремски краљ“. Београд је тада по први пут ушао у састав српске државе. Иако је Драгутинова резиденција била у Дебрцу, он је први српски владар који је повремено резидирао у Београду.

## “Сремски краљ“
Отприлике у исто време Драгутин је своју ћерку Јелисавету удао за босанског бана Стефана Котроманића. Тиме је свој утицај проширио и на Босну.
Почетком последње деценије 13. века су се у Браничевској области осамосталила два бугарска великаша: Дрман и Куделин, посредно татарски вазали. Они су нападали Драгутинове земље. Војни поход на Браничево завршен је неуспехом. Драгутин није располагао довољним бројем војника како би их могао угрозити. Након неуспеха ове акције, Дрман и Куделин су најамничком војском Татара и Кумана наставили са пљачкањем Драгутинових територија. Драгутин је затражио помоћ од брата. Двојица браће склопила су договор у Мачковцу на Морави о заједничкој акцији. Две војске заједно су продрле у Браничево. Успех је био потпун око 1292. Дрман и Куделин приморани су на бекство. Освојене области задржао је Драгутин. Област средњовековног Браничева поклапа се са данашњим пожаревачким крајем и Хомољским планинама.
Пад бугарских великаша изазвао је одмазду видинског кнеза Шишмана. Шишман је продро све до Хвосна; намеравао је опљачкати и Пећку патријаршију. Међутим, у сукобу са српском војском је поражен. Срби освајају сам Видин. Шишман је принуђен да се ожени ћерком српског велможе Драгоша. Рат са Шишманом изазвао је реакцију татарског кана Ногаја. Опасност је Милутин отклонио дипломатском акцијом и признавањем врховне татарске власти. Драгутин у овим преговорима није играо никакву улогу.
У то доба је папа Никола IV упутио писма Драгутину, Милутину и Јелени у којима их је позивао да своју земљу и народ преведу у католицизам. Преговори папске курије и Драгутина су настављени. Драгутин је владао североисточном Босном у којој је била укорењена богумилска јерес. Драгутин је настојао искоренити богумиле због чега је од папе тражио да у Босну пошаље мисионаре који ће на народном језику радити на сузбијању богумилства. Папа је послао два искусна фрањевца.

## Сукоб са братом
Након победе над видинским кнезом Шишманом, између браће је дошло до захлађења односа. Разлог за то је Милутинова одлука да се ожени византијском принцезом Симонидом, ћерком цара Андроника. Савез са Византијом имао је значајну опозицију у Србији. Пре свега, против савеза су били краљева мајка Јелена и краљев брат Драгутин. Драгутинов став може се извести из догађаја који су уследили и белешке византијског писца Георгија Пахимера који каже да је Андроник своме зету пружио савезничку помоћ због које је Драгутин морао да одустане од планираног напада. Драгутин је имао разлога да се узнемири. На Дежевском сабору је одређено да Милутина наследи његов син Владислав. Међутим, Милутинова ташта Ирина покушавала је да за престолонаследнике наметне двојицу својих синова Теодора и Димитрија. Обојица нису били заинтересовани за српски престо. Поред тога, напуштање политике пружања подршке Анжујцима довело је до неповерења према Милутину. И поред тога, Драгутин је изгледа помагао Милутинову акцију против Дубровника из 1301. године. Дубровачки кнез се склања на Мљет и августа 1301. године закључен је мир по коме је утврђено пређашње стање уз ратну одштету Дубровника од 4000 перпера. Повељом Милутин потврђује права дубровачких трговаца у Србији. У повељи се помиње и Рудник што значи да је овај град већ био у Милутиновим рукама (септембра 1301). Међутим, по завршетку рата Рудник је поново у рукама Драгутина што је доказ да по завршетку грађанског рата није било већих територијалних промена.
Даље податке даје нам анонимни католички монах који је, пролазећи кроз земљу, забележио податке о узроцима грађанског рата. Његове симпатије су на страни Драгутина кога сматра пријатељем католика, док Милутин мрзи и прогони католике. Милутин је ступао у контакте са папом и француским феудалцима у јужној Италији. Са папом Клементом V (1305—1314) преговарао је око преласка Србије у католицизам. Преговарао је и са Филипом Тарентским, сином анжујског краља Карла из јужне Италије, владара балканских анжујских територија који је намеравао да обнови латинску власт у Цариграду. Исте амбиције имао је и Карло Валоа, брат француског краља Филипа IV, који је носио титулу византијског цара преко своје жене, Катарине од Куртенеа. Милутин се обавезао да му пружи подршку и да не прима избеглице династије Палеолог из Цариграда, а Карло му је потврдио држање македонских територија и обавезао се да ће га, када дође на власт, бранити од спољашњих и унутрашњих непријатеља. Преговарало се и о удаји Милутинове ћерке Царице за Карловог сина. Међутим, даљи преговори су отказани. Папа је 1309. године отишао у Авињон, а Карло се умешао у рат за круну Светог римског царства.
Рат је окончан 1311. године посредством свештенства. Браћа су се измирила, не зна се под каквим условима. Већих територијалних промена није било.

## Грађански рат у Угарској
У грађанском рату у Угарској који је избио након погибије Ладислава (1290), Драгутин је у почетку пружао подршку Анжујској династији тј. претенденту Карлу Мартелу Анжујском. Као награду за оданост, Драгутинов син Владислав је 19. августа 1292. године именован славонским херцегом. Добио је простране области Славоније сем оних које су већ припадале кнезовима Водичким и Франкопанима. Драгутин је следеће године Владислава оженио Констанцом Морозини, припадницом моћне млетачке породице.
Драгутин се убрзо окреће против Анжујаца. Мартел је погинуо 1295. године, а нови анжујски кандидат постао је Карло Роберт. Рат се распламсао 1301. године након смрти Андрије, последњег припадника династије Арпад. Кандидат за краљевску круну сада је био и Владислав. Драгутин и Владислав ступају у везе са ердељским војводом Ладиславом Апором са чијом ћерком се Владислав требало оженити и тако себи обезбедити угарски престо. Папа је 1309. године бацио анатему на Апора због тога што кћер жели удати за шизматика. Карло Роберт се убрзо учврстио у Угарској и предузео је поход у Драгутинову земљу. Драгутин је принуђен да се одрекне претензија на круну. Карло је 1310. године крунисан за краља. Односи између Карла Роберта и Драгутина временом су се побољшали. Драгутин је око 1314. године свога сина узео за савладара или му је бар један део територија доделио на управу.

## Последње године и смрт
Јелена умире у пролеће 1314. године. Драгутин није присуствовао њеној сахрани већ је на обред дошло његово посланство. Тек касније је Драгутин посетио мајчин гроб, а са братом се састао у Пауњу. Убрзо долази до посете Симониде Драгутиновој жени Катарини у Београду. Симонида је свечано дочекана од Драгутина и Катарине. Катарина и Симонида посетиле су гроб своје свекрве. Драгутин није дуго надживео своју мајку. Умро је 12. марта 1316. године. Данило бележи да се пред смрт замонашио остављајући власт своме сину. Узео је монашко име Теоктист. Последње дане Драгутина описао је Данило. Пред смрт је брату написао писмо чија садржина Данилу највероватније није била позната. Сахрањен је у манастиру Ђурђеви Ступови у Расу. Данило бележи да је Драгутин желео спречити да га поштују као свеца. Наредио је да му се тело никако не вади из гроба.

## Породица
Драгутинов отац Урош био је син Стефана Првовенчаног и српски краљ од 1243. до 1276. године. Мајка Јелена била је, како се каже у житијима "од рода фрушког", а стекла је посебне заслуге подигавши манастир Градац, те се по томе помиње и као Јелена Градачка, а Српска православна црква прогласила ју је за светитељку. Урош је имао још троје деце: Милутина, Стефана и Брнчу. Драгутинова жена Каталина била је ћерка угарског краља Стефана V. Драгутин је са Каталином имао два сина: Владислава и Урошица, и у изворима именом забележене четири ћерке Јелисавету, која је била удата за босанског бана Стефана Котроманића, Катарину, Маргариту и Урсу.

### Породично стабло
|  |                              |  |  |  |  |  |  |  |  |  |  |  |  |  |  |  |
|  | 8. Стефан Немања             |  |  |  |  |  |  |  |  |  |  |  |  |  |  |  |
|  |                              |  |  |  |  |  |  |  |  |  |  |  |  |  |  |  |
|  |                              |  |  |  |  |  |  |  |  |  |  |  |  |  |  |  |
|  | 4. Стефан Немањић            |  |  |  |  |  |  |  |  |  |  |  |  |  |  |  |
|  |                              |  |  |  |  |  |  |  |  |  |  |  |  |  |  |  |
|  |                              |  |  |  |  |  |  |  |  |  |  |  |  |  |  |  |
|  | 9. Ана Немањић               |  |  |  |  |  |  |  |  |  |  |  |  |  |  |  |
|  |                              |  |  |  |  |  |  |  |  |  |  |  |  |  |  |  |
|  |                              |  |  |  |  |  |  |  |  |  |  |  |  |  |  |  |
|  | 2. Стефан Урош I             |  |  |  |  |  |  |  |  |  |  |  |  |  |  |  |
|  |                              |  |  |  |  |  |  |  |  |  |  |  |  |  |  |  |
|  |                              |  |  |  |  |  |  |  |  |  |  |  |  |  |  |  |
|  | 10. Рејнер Дандоло           |  |  |  |  |  |  |  |  |  |  |  |  |  |  |  |
|  |                              |  |  |  |  |  |  |  |  |  |  |  |  |  |  |  |
|  |                              |  |  |  |  |  |  |  |  |  |  |  |  |  |  |  |
|  | 5. Ана Дандоло               |  |  |  |  |  |  |  |  |  |  |  |  |  |  |  |
|  |                              |  |  |  |  |  |  |  |  |  |  |  |  |  |  |  |
|  |                              |  |  |  |  |  |  |  |  |  |  |  |  |  |  |  |
|  | 11. Непозната                |  |  |  |  |  |  |  |  |  |  |  |  |  |  |  |
|  |                              |  |  |  |  |  |  |  |  |  |  |  |  |  |  |  |
|  |                              |  |  |  |  |  |  |  |  |  |  |  |  |  |  |  |
|  | 1. Стефан Драгутин           |  |  |  |  |  |  |  |  |  |  |  |  |  |  |  |
|  |                              |  |  |  |  |  |  |  |  |  |  |  |  |  |  |  |
|  |                              |  |  |  |  |  |  |  |  |  |  |  |  |  |  |  |
|  | 12. могуће Исак II Анђел     |  |  |  |  |  |  |  |  |  |  |  |  |  |  |  |
|  |                              |  |  |  |  |  |  |  |  |  |  |  |  |  |  |  |
|  |                              |  |  |  |  |  |  |  |  |  |  |  |  |  |  |  |
|  | 6. могуће Јован Анђел        |  |  |  |  |  |  |  |  |  |  |  |  |  |  |  |
|  |                              |  |  |  |  |  |  |  |  |  |  |  |  |  |  |  |
|  |                              |  |  |  |  |  |  |  |  |  |  |  |  |  |  |  |
|  | 13. могуће Маргарета Угарска |  |  |  |  |  |  |  |  |  |  |  |  |  |  |  |
|  |                              |  |  |  |  |  |  |  |  |  |  |  |  |  |  |  |
|  |                              |  |  |  |  |  |  |  |  |  |  |  |  |  |  |  |
|  | 3. Јелена                    |  |  |  |  |  |  |  |  |  |  |  |  |  |  |  |
|  |                              |  |  |  |  |  |  |  |  |  |  |  |  |  |  |  |
|  |                              |  |  |  |  |  |  |  |  |  |  |  |  |  |  |  |
|  | 7. могуће Матилда де Вјанден |  |  |  |  |  |  |  |  |  |  |  |  |  |  |  |
|  |                              |  |  |  |  |  |  |  |  |  |  |  |  |  |  |  |
|  |                              |  |  |  |  |  |  |  |  |  |  |  |  |  |  |  |

## Новац краља Драгутина
Најранији динари Стефана Драгутина јављају се у време када је као млади краљ био савладар свога оца Уроша тј. из периода од 1270. до 1276. године. То су динари са две фигуре и младоликим голобрадим владаром од којих су нађене две врсте. На првој је приказана застава, а на другој двоструки крст, новина на српским динарима. У периоду Драгутинове самосталне владавине ковани су динари са приказом владара који седи и држи скиптар и куглу са двоструким крстом и носи натпис STEFAN REX и помиње се на признаници Марије Шор из 1282. године. Други примерак је са натписом MONETA REGIS STEFAN и представља најстарију врсту српског средњовековног новца у којима се појављују словне ознаке. Вероватно су ковани после 1282. године када Драгутин носи титулу Rex Serviae. Пронађено је 12 примерака новца са Милутином и Драгутином и натписом STEFANVS-VROSIVS/REX. Од 1312. године појављују се руднички динари. Доласком Саса Рудник постаје, поред Брскова, најважнији српски рудник. У њему је отворена ковница. руднички динар краља Стефана Драгутина, са представом владара који стоји и држи скиптар са крстом, веома је значајна врста новца. „То је први српски новац са ћириличким натписом; први српски новац са представом владара који стоји сам; први српски динар са натписом који не садржи звање краљ; први новац краља Стефана (Драгутина) за који можемо са сигурношћу рећи да је кован после уступања престола из 1282, први српски новац за који можемо поуздано тврдити да је кован у рудничкој ковници и то је, уједно, последња новчана емисија краља Драгутина.

## Задужбине Стефана Драгутина
| Слика | Назив                | Место                     | Оснивање      |
| ----- | -------------------- | ------------------------- | ------------- |
|       | Манастир Рача        | У близини Бајине Баште    | 1276—1282     |
|       | Манастир Троноша     | Коренита, близини Лознице | 1276—1282     |
|       | Манастир Тавна       | У близини Бијељине        | 1284          |
|       | Црква Светог Ахилија | Ариље                     | 1296          |
|       | Манастир Мала Ремета | Фрушка гора               | 13. век       |
|       | Манастир Бешеново    | Бешеновачки Прњавор       | Крај 13. века |